# Efterkommer
En efterkommer betegner egentlig en person, der nedstammer fra en anden person. I befolkningssammenhænge bruges det i Danmark i en meget specifik betydning: Danmarks Statistik definerer en efterkommer som en person, der er født i Danmark af forældre, hvoraf ingen selv både er født i Danmark og har dansk statsborgerskab. Efterkommerne er én af tre overordnede grupper, som Danmarks Statistik opdeler befolkningen i afhængigt af deres oprindelse.

## Opdeling af befolkningen efter oprindelse
I statistiske sammenhænge opdeles den danske befolkning i tre grupper: Personer med dansk oprindelse, indvandrere og efterkommere. En person har dansk oprindelse, hvis han eller hun har mindst én forælder, som både er dansk statsborger og født i Danmark. Hverken indvandrere eller efterkommere har én forælder, som både er dansk statsborger og født i Danmark. Forskellen mellem indvandrere og efterkommere er, at indvandrere er født i udlandet, mens efterkommere er født i Danmark.
Grundlaget for statistikken om herkomst er data fra Det Centrale Personregister, der indeholder oplysninger om fødested, statsborgerskab og forældre (hvis forældrene er registreret i CPR).
Ofte opdeles såvel indvandrere som efterkommere yderligere hver i to grupper med oprindelse i henholdsvis "vestlige" og ikke-vestlige" lande.
Betegnelsen efterkommer svarer omtrent til betegnelsen andengenerationsindvandrer, der bruges om personer, der er født i et land af forældre, der selv er indvandret til landet. Efterkommere kan dog også være personer, hvis forfædre indvandrede til Danmark for flere generationer siden, hvis ingen af forfædrene er blevet danske statsborgere.
Ca. to tredjedele af de danske efterkommere har dansk statsborgerskab (for indvandrerne i Danmark er det tilsvarende tal en tredjedel).

## Antal
1. januar 2017 var der 171.000 efterkommere i Danmark, svarende til 3 % af den danske befolkning. Til sammenligning var 9,9 % af befolkningen indvandrere, mens 87,1 % var af dansk oprindelse. Ifølge Danmarks Statistiks befolkningsfremskrivning vil andelen af efterkommere stige, så den i 2060 udgør 7,4 % af befolkningen, mens indvandrerne i dette år vil udgøre 13 % og personer med dansk oprindelse 79,6 %. Efterkommerne er dermed den af de tre oprindelsesgrupper, der vokser relativt mest i befolkningsfremskrivningen.
Danmarks Statistik offentliggør også tal for børn af efterkommere fra 2010 og frem. Børn af efterkommere defineres som personer, født i Danmark, som har forældre, hvoraf mindst én er efterkommer, og ingen af forældrene har dansk oprindelse. I 2017 var der 22.000 i denne gruppe (næsten alle under 18 år). 19.000 af dem indgik i gruppen af personer med dansk oprindelse, og de sidste knap 3.000 indgik selv i efterkommergruppen.

## Ekstern henvisning
- Danmarks Statistik: Indvandrere og efterkommere Arkiveret 28. maj 2017 hos  Wayback Machine